# Vindalsö naturreservat
Vindalsö naturreservat är ett naturreservat i Värmdö kommun i Stockholms län.
Området är naturskyddat sedan 1969 och är 2,5 hektar stort. Reservatet omfattar flera mindre delar dels två på norra Vindalsö och dels två mindre öar/kobbar öster därom. Reservatet består av klipphällar och tallskog.